# Saw 2
Série Saw
Saw
(2004) Saw 3
(2006)
Pour plus de détails, voir Fiche technique et Distribution.
Saw 2 ou Décadence II au Québec (Saw II) est un film d'horreur américano-canadien réalisé par Darren Lynn Bousman, sorti en 2005.
Il est le deuxième volet de la série de films Saw. Il est scénarisé comme son prédécesseur par Leigh Whannell mais aussi par Darren Lynn Bousman, qui succède à James Wan à la réalisation. Il met en scène Tobin Bell, Donnie Wahlberg, Erik Knusden et Shawnee Smith.
L'histoire se concentre sur l'inspecteur Eric Matthews, l'un des enquêteurs traquant le mystérieux Jigsaw, qui se retrouve personnellement impliqué lorsqu'un de ses indics est retrouvé mort dans un des pièges du tueur avec un message laissé à son attention. Il est contraint de lui-même participer à un jeu et de confronter Jigsaw en personne lorsqu'il se rend compte que son fils Daniel est en danger, piégé avec sept autres personnes dont la survivante Amanda Young.
Bien que ses critiques soit plus mitigées que celles du premier opus, il le dépasse en succès commercial, empochant près de 150 millions de dollars au box-office pour un budget de 4 millions.

## Synopsis
Le film s'ouvre avec Michael Marks, un informateur de police, se trouvant enfermé dans une pièce à la merci d'un piège mortel créé par le tueur au puzzle. Un message enregistré en vidéo l'informe qu'un casque à clous a été verrouillé autour de son cou et se refermera sur sa tête à moins qu'il ne trouve la clef à temps. Michael réalise, par des indications laissées par Jigsaw, que la clef a été implantée derrière son œil droit. Il trouve un scalpel près de lui, mais ne peut se résoudre à découper son propre œil ; quand le temps est entièrement écoulé, le casque se referme, le tuant sur le coup.
Après une dispute avec son fils adolescent rebelle Daniel, l'inspecteur Eric Matthews est appelé sur la scène du crime dont Michael a été la victime. D'après les indices laissés pour lui, il parvient à localiser exactement le quartier général de Jigsaw dans une usine de fabrication d'acier abandonnée. La police fouille le bâtiment et trouve Jigsaw, considérablement affaibli par son cancer. Dans la pièce située en face de lui, un ensemble de moniteurs d'ordinateur montrent huit personnes emprisonnées au sein d'une mystérieuse maison dans laquelle se répand un gaz neurotoxique mortel (apparemment du gaz sarin), parmi elles se trouvent Daniel et Amanda Young, la seule survivante connue de Jigsaw.
Matthews converse avec Jigsaw afin d'essayer de gagner du temps pour permettre à l'équipe technique d'arriver à temps et trouver d'où provient le signal vidéo. Les huit personnes dans la maison ont commencé à chercher des seringues d’antidote pour se protéger du gaz qu’elles respirent. L'un d'eux, Gus Colyard, est tué par une porte piégée peu de temps après le début des recherches. Par la cassette audio et leurs conversations, Jonas Singer déduit que leur lien commun est la prison. Après avoir trouvé une cave secrète avec un cadavre dedans, on apprend que Obi Tate, l'un des huit prisonniers, a en réalité aidé Jigsaw à enlever les autres. Obi, forcé par le groupe à aller chercher deux antidotes dans un four, se retrouve piégé après que la porte de celui-ci se soit refermée et meurt brûlé vif. À la suite de cela, le groupe remonte et trouve une salle dans laquelle se trouvent un autre coffre-fort et une fosse rempli de centaines de seringues hypodermiques, parmi lesquelles est cachée une clé servant à ouvrir ledit coffre, contenant un antidote. Néanmoins, un temps imparti est imposé. Xavier Chavez, la victime prévue pour ce piège par Jigsaw dû au fait qu'il est dealer (et empoisonne donc la vie de ses clients en leur vendant un espoir illusoire), jette Amanda dans la fosse afin qu'elle cherche la clef à sa place. Amanda, blessée par les seringues partout et complètement hystérique, trouve la clé, mais le temps s’est écoulé si bien que la porte ne s'ouvre pas.
Parallèlement, Jigsaw explique à Matthews pourquoi il est devenu un tueur, et lui indique que les victimes emprisonnées dans la maison sont tous des criminels capturés par Matthews sur la base de fausses preuves montées de toutes pièces par l'inspecteur (en vue d'obtenir leurs condamnations plus facilement). Si l'identité de son fils Daniel est découverte, ce dernier sera en grand danger.
Xavier, ayant abandonné les autres, se rend compte qu'un chiffre de la combinaison du coffre-fort a été écrit sur la nuque de chacune des victimes. Après avoir tué Jonas dans un combat, il commence à rechercher les chiffres sur les nuques des quatre autres survivants, qui entre-temps ont découvert l'identité de Daniel au moyen d'une photo laissée sur place le montrant aux côtés de son père. Laura Hunter meurt bientôt intoxiquée par le gaz et Addison Corday trouve un antidote emprisonné dans un cube de verre, avec deux trous situés sur la face du bas, conçus pour accueillir ses mains. Elle essaye d'attraper l'antidote, mais comprend trop tard que les embouchures sont entourées de lames de rasoirs, qui lui ouvrent les veines des poignets.
Dans le repère de Jigsaw, Matthews perd son contrôle et assaille violemment le tueur au puzzle, le forçant à l'amener à l'endroit où se trouvent son fils et les autres personnes. Pendant qu'ils partent, l'équipe technique localise le signal GPS des caméras et la police se dirige vers la maison.
Dans celle-ci, Xavier poursuit Amanda et Daniel dans un sous-sol caché, qui mène à la salle de bain du premier film (où se trouvent les corps d'Adam Stanheight et de Zep Hindle ainsi que le pied du Dr Lawrence Gordon, maintenant décomposés), dans laquelle Daniel s'effondre. Amanda remarque que Xavier n'a aucun moyen de découvrir son propre nombre derrière sa nuque. Mais Xavier, pour ne pas avoir besoin d'Amanda, se découpe le derme de sa nuque pour connaître son nombre. Daniel, qui a seulement simulé l'effondrement, se relève et tranche la gorge de Xavier avec une des scies chirurgicales du premier film.
L'équipe des policiers arrive à l'endroit du signal vidéo mais ne trouve personne sur place. En découvrant de nouveaux moniteurs reliés à des lecteurs, ils réalisent que les images visibles sur les écrans situés dans la tanière de Jigsaw depuis le début du film ne sont pas diffusées en direct mais ont en réalité été enregistrées il y a plusieurs heures ou plusieurs jours, dans une maison semblable. Matthews, quant à lui, parvient à atteindre la bonne maison (guidé par Jigsaw) et se lance à la recherche de son fils. En fouillant la maison, il découvre les cadavres de Gus, Jonas et Laura. Il descend ensuite au sous-sol et emprunte le tunnel menant à la salle de bain où il découvre le cadavre de Xavier (en plus de ceux d'Adam et Zep) mais toujours aucune trace de son fils. Apercevant une silhouette dans la baignoire, Matthews se penche et reçoit soudainement une injection de sédatif dans la jambe d'un assaillant inconnu recouvert d'un masque à tête de cochon, exactement le même que dans le premier film. Pendant ce temps, dans le QG de Jigsaw, un temporisateur expire entraînant l'ouverture d'un coffre-fort, révélant Daniel, muni d'un masque à oxygène ; il se trouvait en fait dans l'usine abandonnée, dans la même salle que la police depuis le début.
Matthews se réveille enchaîné par la cheville à l'une des canalisations de la salle de bains. Une bande audio, se trouvant à côté de lui, indique qu'Amanda l'a emprisonné ici (« inversé les rôles » pour reprendre ses termes exacts). Un flashback révèle alors qu'elle est en fait la complice de Jigsaw et non une de ses victimes, ce qui expliquerait son apparente immunisation au gaz (la seringue du coffre-fort ayant été utilisée pour sauver Daniel). Amanda réapparaît alors et dit à l'inspecteur : « La partie est finie » avant de refermer la porte de salle de bains, laissant Matthews seul dans l'obscurité.

## Fiche technique
- Titre original : Saw II
- Titre français : Saw 2
- Titre québécois : Décadence II
- Réalisation : Darren Lynn Bousman
- Scénario : Leigh Whannell et Darren Lynn Bousman
- Musique : Charlie Clouser
- Direction artistique : Michele Brady
- Décors : David Hackl
- Costumes : Alex Kavanagh
- Photographie : David A. Armstrong (en)
- Son : Keith Elliott, Andrew Tay et Mark Zsifkovits
- Montage : Kevin Greutert
- Production : Mark Burg, Gregg Hoffman (en) et Oren Koules

Production déléguée : James Wan, Leigh Whannell, Peter Block, Jason Constantine et Stacey Testro
Coproduction : Greg Copeland et Daniel J. Heffner
- Sociétés de production[1] : Lionsgate Films, Twisted Pictures (en), Evolution Entertainment (en), Got Films et Saw 2 Productions
- Sociétés de distribution :
  - États-Unis : Lionsgate Films
  - Canada : Maple Pictures, Christal Films[2], Alliance Films[3]
  - France : Metropolitan Filmexport
  - Suisse : Ascot Elite Entertainment Group
- Budget : 4 millions de $[4]
- Pays d'origine :  États-Unis,  Canada
- Langue originale : anglais
- Format[5] : couleur (DeLuxe) - 35 mm - 1,85:1 (Panavision) - son DTS | Dolby Digital | SDDS | DTS (5.1 surround)
- Genres : épouvante-horreur, thriller, policier, mystère
- Durée : 93 minutes / 95 minutes (director's cut - version non censurée)
- Dates de sortie[6] :
  - États-Unis, Québec[7] : 28 octobre 2005
  - France, Belgique, Suisse romande : 28 décembre 2005
- Classification[8] :
  -  États-Unis : Interdit aux moins de 17 ans (certificat #41808) (R – Restricted) [Note 1].
  -  Canada (Alberta / Colombie-Britannique / Ontario) : Les moins de 18 ans doivent être accompagnées d'un adulte (18A - 18 Accompaniment).
  -  Canada (Manitoba / Nouvelle-Écosse) : Interdit aux moins de 18 ans (R - Restricted).
  -  Québec : 18 ans et plus (18+ / 18 years and over) réévaluée à 16 ans et plus (16+ / 16 years and over).
  -  France : Interdit aux moins de 16 ans (visa d'exploitation no 114225 délivré le 24 janvier 2006)[9],[10],[Note 2].

## Distribution
- Tobin Bell (VF : Bruno Dubernat ; VQ : Stéphane Rivard) : John Kramer / Jigsaw
- Shawnee Smith (VF : Nathalie Karsenti ; VQ : Hélène Mondoux) : Amanda Young
- Donnie Wahlberg (VF : Renaud Marx ; VQ : Gilbert Lachance) : l'inspecteur Eric Matthews
- Erik Knudsen (VF : Hervé Grull ; VQ : Xavier Dolan) : Daniel Matthews
- Franky G. (VF : Gilles Morvan ; VQ : Jean-Jacques Lamothe) : Xavier Chavez
- Glenn Plummer (VF : Jean-Paul Pitolin ; VQ : Thiéry Dubé) : Jonas Singer
- Emmanuelle Vaugier (VF : Isabelle Langlois ; VQ : Pascale Montreuil) : Addison Corday
- Beverley Mitchell (VF : Sylvie Jacob ; VQ : Émilie Gervais) : Laura Hunter
- Tim Burd (VF : Emmanuel Karsen ; VQ : Pierre Therrien) : Obi Tate
- Dina Meyer (VF : Véronique Volta ; VQ : Camille Cyr-Desmarais) : l'inspectrice Allison Kerry
- Lyriq Bent (VF : Julien Chatelet ; VQ : Denis Roy) : l'officier Daniel Rigg
- Noam Jenkins : Michael Marks
- Tony Nappo (en) (VF : Jérôme Wiggins ; VQ : Jean-François Beaupré) : Gus Colyard
- Kelly Jones : l'officier Pete
- Vincent Rother : l'officier Joe
- Leigh Whannell (VF : Alexandre Gillet ; VQ : Philippe Martin) : Adam Stanheight (images d'archives)
- Cary Elwes (VF : Éric Herson-Macarel ; VQ : Antoine Durand) : Dr Lawrence Gordon (images d'archives)

Version française
- Société de doublage : Dubbing Brothers
- Direction artistique : Danielle Perret
- Adaptation des dialogues : Déborah Perret

Version québécoise
- Société de doublage : S.P.R
- Direction artistique et adaptation des dialogues : Huguette Gervais

## Production

### Développement et scénario
Après le succès du premier Saw, la production de Saw 2 pouvait commencer. James Wan et Leigh Whannell, le réalisateur et le scénariste du premier film étaient sur le chantier de Dead Silence lorsque les producteurs avaient besoin d'un script pour la suite. En 2004, Darren Lynn Bousman venait juste de terminer un script pour son premier film qui fût acheté par les studios, mais les réactions disaient que le script était très similaire à celui de Saw. Comme les producteurs étaient à la recherche d'un cinéaste américain, David A. Armstrong (en), qui a travaillé sur le premier Saw, demanda à Bousman s'il pouvait montrer le script au producteur Gregg Hoffman (en) . Hoffman lut le script et appela Bousman, intéressé pour produire The Desperate (titre de ce film), mais après avoir montré le script à ses partenaires Mark Burg et Oren Koules, les deux trouvèrent que ce serait l'occasion parfaite pour transformer The Desperate en Saw 2. Deux mois plus tard, Bousman était transféré à Toronto pour le réaliser.
Whannell, avec la participation de Wan ont rectifié le script afin de l'amener dans l'univers de Saw tout en gardant les personnages, les pièges et les morts de The Desperate. Wan et Whannell sont devenus les producteurs exécutifs. Tous les membres de l'équipe du film précédent sont revenus : montage par Kevin Greutert, direction de la photographie par David A. Armstrong et composition par Charlie Clouser.
Les membres de l'équipe ont tenu à signer des accords confidentiels disant de ne dévoiler aucun détail de l'intrigue. Environ « quatre ou cinq » autres fins auraient été « cachées » afin de garder la fin comme une surprise. Bousman a donné la liberté aux acteurs pour changer les dialogues du script. Il a dit que 95 % du temps, les acteurs ont suivi le script, environ 5 % étant de l'improvisation.

### Tournage et post-production
Saw 2 bénéficie d'un budget de 4 millions de dollars, un budget plus élevé que celui de Saw qui fut réalisé avec 1,2 million de dollars. Le tournage commence le 29 avril 2005 à Toronto. Après deux mois de pré-production, la fin est réalisée le 25 et 26 mai. La musique et le son sont réalisés en juillet et le film est complètement terminé le 9 septembre. Les effets visuels ont été réalisés par CORE Digital Pictures.

### Musique
Albums de collectif
Saw: Original Motion Picture Soundtrack
(2004) Saw III: Original Motion Picture Soundtrack
(2006)
Saw II: Original Motion Picture Soundtrack est la bande originale du film Saw 2. Elle est sortie le 25 octobre 2005 sous le label WEA/Warner Bros. Records.
| 1.  | Irresponsible Hate Anthem ((Venus Head Trap Mix)) | Marilyn Manson                                 | 3:41 |
| 2.  | Sound Effects and Overdramatics                   | The Used                                       | 3:28 |
| 3.  | Forget to Remember                                | Mudvayne                                       | 3:33 |
| 4.  | September                                         | Bloodsimple                                    | 3:38 |
| 5.  | Blood (Empty Promises)                            | Papa Roach                                     | 2:56 |
| 6.  | REV 22:20                                         | Puscifer                                       | 4:47 |
| 7.  | Pieces                                            | Sevendust                                      | 3:06 |
| 8.  | Rodent                                            | Skinny Puppy                                   | 5:00 |
| 9.  | Burn the Witch                                    | Queens of the Stone Age                        | 3:04 |
| 10. | Holy                                              | A Band Called Pain                             | 3:43 |
| 11. | Three Fingers                                     | Buckethead and Friends featuring Saul Williams | 3:00 |
| 12. | Fuck This Shit B (Home Invasion Robbery)          | The Legion of Doom                             | 4:11 |
| 13. | Caliente (Dark Entries) (Revolting Cocks)         |                                                | 0:30 |
| 14. | Step Up                                           | Opiate For The Masses                          | 3:24 |
| 15. | Don't Forget the Rules                            | Charlie Clouser                                | 5:06 |

| 16. | Fear                                        | London After Midnight |      |
| 17. | Make a Star (Saw Edit)                      | Dope Stars Inc.       | 4:01 |
| 18. | The 6th of September (How Far Would You Go) | ASP                   | 3:37 |
| 19. | Bis an das Ende der Zeit                    | Samsas Traum          | 3:46 |
| 20. | Sans titre (My Soul Speaks)                 | Lore                  | 4:04 |

Musique de film
1. Titles - 0:05
2. Mirror - 1:09
3. Puppet Video - 1:05
4. Eye Panic - 0:38
5. Bail out - 0:50
6. Murder Scene - 0:27
7. Puzzle Piece - 0:40
8. Look Closer - 0:27
9. Hands Full - 0:37
10. Can't Sleep - 0:10
11. Wilson Steel - 1:26
12. Approach - 0:31
13. Stair Cage - 0:55
14. Jigsaws Lair - 1:21
15. The Problem - 1:04
16. There Will Be Blood - 1:07
17. Give Me a Phone - 0:18
18. Jigsaws Message - 0:24
19. Wake Up - 0:22
20. Mandy - 0:55
21. Greetings - 1:17
22. Eye Shot - 0:57
23. Ive Played Before - 1:53
24. Open Door - 0:43
25. Game Plan - 1:05
26. Sit Down - 0:32
27. Macho Bullshit - 1:40
28. Dummy - 0:58
29. Hello Obi - 0:56
30. Bullshit - 1:46
31. Oven - 2:36
32. The Cure - 0:05
33. Your Son - 0:39
34. Doctors Office - 0:29
35. Car Crash - 0:39
36. You Survived - 0:39
37. It's a Trap - 1:33
38. Hello Xavier - 0:29
39. Needle Pit - 1:46
40. That's Enough - 1:15
41. His Work - 1:35
42. Third Drawer - 1:28
43. Understand - 0:31
44. Jonas - 1:21
45. Father Photo - 1:13
46. Can't Trust You - 1:13
47. Xavier Photo - 1:05
48. I'll Take You - 1:38
49. Fucking Door - 2:22
50. Shit Hole - 0:41
51. Cut Necks - 1:46
52. Eric Approaches - 0:06
53. Not live - 0:45
54. Stabbed - 0:20
55. Conscious - 0:31
56. Hello Eric - 3:02

Quatorze autres chansons sont disponibles sur le site web de Evolution Music Partners. Seulement les pistes 3 et 9 qui ne sont pas incluses dans l'album de la musique de film.
1. Opening Title - 0:57
2. Eye - 1:16
3. Pucifer (Remix of "REV 22:20" by Puscifer) - 0:45
4. Wilson Steel - 1:33
5. Played - 1:40
6. Needle Pit - 1:56
7. His Work - 2:08
8. Jonas - 1:33
9. Hand Trap - 2:10
10. Take You - 1:46
11. Fucking Door - 1:11
12. Gotta Go - Shit - 3:15
13. Cut Necks - 2:01
14. Hello Eric - 3:15

## Accueil

### Box-office
| Pays ou région    | Box-office      | Date d'arrêt du box-office | Nombre de semaines |
| ----------------- | --------------- | -------------------------- | ------------------ |
| États-Unis Canada | 87 039 965 $    | 5 janvier 2006             | 10                 |
| France            | 701 177 entrées | 24 janvier 2006            | 4                  |
| Total mondial     | 147 748 505 $   | 5 décembre 2010            | 18                 |

- Nombre d'entrées en France : 665 709
- Recettes États-Unis : 87 039 965 $
- Recettes mondiales : 147 748 505 $

## Distinctions
Entre 2005 et 2007, Saw 2 a été sélectionné 15 fois dans diverses catégories et a remporté 4 récompenses,.

### Récompenses
- Prix Schmoes d'or (Golden Schmoes Awards) 2005 : Schmoes d'or du Meilleur film d'horreur de l'année.
- Prix BMI du cinéma et de la télévision 2006 : Prix BMI de la meilleure musique de film décerné à Charlie Clouser et Lions Gate Films.
- Prix Fangoria Chainsaw 2006 :
  - Prix Chainsaw du Meilleur méchant décerné à Tobin Bell,
  - Prix Chainsaw des meurtres les plus excitants (Pour « Armes coincées dans une boîte à rasoirs »).

### Nominations
- Prix Rondo Hatton horreur classique (Rondo Hatton Classic Horror Awards) 2005 : Meilleur film pour Darren Lynn Bousman.
- Académie des films de science-fiction, fantastique et d'horreur - Prix Saturn 2006 : Meilleur film d'horreur.
- Guilde canadienne des réalisateurs 2006 : Meilleur montage sonore dans un long métrage pour Rob Bertola, Tom Bjelic, Allan Fung, Mark Gingras, John Laing, Paul Shikata et John Douglas Smith.
- MTV Movie Awards 2006 : Meilleur méchant pour Tobin Bell.
- Prix Fangoria Chainsaw 2006 : Meilleur acteur dans un second rôle pour Tobin Bell.
- Prix du jeune public 2006 :
  - Meilleur film Thriller,
  - Meilleur cri pour Donnie Wahlberg.
- Prix Scream 2006 :
  - Meilleure suite,
  - La mutilation la plus mémorable,
  - Le plus vil méchant pour Tobin Bell.
- Académie des films de science-fiction, fantastique et d'horreur - Prix Saturn 2007 :
  - Meilleure édition spéciale DVD (Pour la version "Unrated - Special Edition").

## Autour du film
- En août 2005, la MPAA a rejeté la première affiche de Saw 2 car l'image représentée était trop explicite. Une nouvelle affiche a donc été créée en utilisant encore le même concept, mais de manière moins explicite.
- Le film a été tourné en 25 jours, le premier avait été tourné en 18 jours.
- La première semaine de sortie du film a rapporté plus de 31,5 millions de dollars.
- Cette scène où Michael a en lui (derrière son œil droit) la clef qui ouvre le piège qu'il a autour du cou pourrait être inspirée d'un film britannique, L'Abominable Docteur Phibes. En effet un médecin, sous la pression d'un être démoniaque assoiffé de vengeance, doit ouvrir la poitrine de son propre fils pour y trouver la clef qui libérera ce dernier du lit auquel il est attaché et où le menace une coulée d'acide.
- Le film n'a coûté que 4 000 000 de dollars et en a rapporté jusqu'à présent 147 000 000, dont 87 uniquement aux États-Unis.
- Tobin Bell (Jigsaw) et Emmanuelle Vaugier (Addison) avaient déjà joué ensemble dans le même épisode de Charmed en 2002.
- Le personnage Xavier Chavez est inspiré de Carlos Chavez qui est dans Détour mortel 3.